# Liste der Kirchengebäude im Dekanat Bautzen
Die Liste der Kirchengebäude im Dekanat Bautzen enthält römisch-katholische Kirchen des Dekanats in der Oberlausitz im Bistum Dresden-Meißen.

## Geschichte
Nach der Reformation in Sachsen ernannte der letzte Bischof des Altbistums Meißen, Johann IX. von Haugwitz, im Jahre 1559 Johann Leisentrit zum Diözesanadministrator für die verbliebenen katholischen Gebiete in der Lausitz. Die Reste des ehemaligen Diözesangebiets wurden zur Apostolischen Präfektur der Lausitzen mit Sitz in Bautzen ernannt.
Durch die Zugehörigkeit der Oberlausitz zum Königreich Böhmen bis 1635 ergab sich hier nach der Reformation eine besondere Situation, weil sich der römisch-katholische Glaube in vielen, vorwiegend zum Kloster St. Marienstern gehörigen Dörfern, behauptete. Dieser Umstand trug wesentlich zum Erhalt der sorbischen Sprache in diesen Gegenden bei.
Im Jahr 1921 wurde das neue Bistum Meißen mit Sitz in Bautzen gegründet, 1979/80 erfolgte die Umbenennung in Bistum Dresden-Meißen und die Verlegung des Bischofssitzes nach Dresden.

## Liste der Kirchengebäude
Die Liste enthält die römisch-katholischen Pfarrkirchen im Dekanat Bautzen und die jeweils zugeordneten Filialkirchen bzw. Kapellen.
Die Zahl der Katholiken im Dekanat beträgt 25782 (Stand 2016).

Erläuterungen zum Status: B = Bischofskirche (Konkathedrale), P = Pfarrkirche, F = Filialkirche, K = Kapelle.
| Bild | Kirche | Ort/Lage                               | Status | Anmerkungen |
| ---- | --- | -------------------------------------- | ------ | --- |
|      | Dom St. Petri Bautzen (Dompfarrei)                                                                                           | Bautzen (Lage)                         | B, P   | seit 1213/18, Simultankirche seit 1524, jetzt Konkathedrale des Bistums, dazu Bischöfliche Hauskapelle St. Josef und Schlosskapelle St. Marien Gaußig |
|      | Kirche Unserer Lieben Frau Bautzen (jetzt Filialkirche der Dompfarrei Bautzen)                                               | Bautzen (Lage)                         | F      | sorbische Gottesdienste in der Liebfrauenkirche |
|      | Klosterkirche St. Clara der Klarissen von der Ewigen Anbetung Bautzen (Filialkirche der Dompfarrei Bautzen)                  | Bautzen (Lage)                         | F      | seit 1925 in Bautzen |
|      | St. Benno Bischofswerda | Bischofswerda (Lage)                   | P      | geweiht 21. Mai 1925 |
|      | St. Michael Bretnig-Hauswalde (jetzt Filialkirche von St. Benno Bischofswerda)                                               | Bretnig-Hauswalde (Lage)               | F      | geweiht 1. Dezember 1950, am 20. Dezember 2017 aufgehoben/profaniert |
|      | St. Marien Pulsnitz (jetzt Kapelle zu St. Benno Bischofswerda)                                                               | Pulsnitz (Lage)                        | K      | 1950er Jahre |
|      | Heilige Apostel Simon und Juda Crostwitz                                                                                     | Crostwitz (Lage)                       | P      | Pfarrgemeinde seit 1225; Gottesdienste in sorbischer und deutscher Sprache |
|      | Kloster St. Marienstern Zisterzienserinnen-Abtei Panschwitz-Kuckau (Pfarrvikarie der Pfarrei Crostwitz)                      | Panschwitz-Kuckau (Lage)               | F      | geweiht 13. Oktober 1248 |
|      | St. Johannes der Täufer Doberschütz (jetzt Kapelle zu Simon und Juda Crostwitz)                                              | Doberschütz (Lage)                     | K      | geweiht 19. Oktober 1991 |
|      | St. Maria, Mutter der Gnaden Räckelwitz (jetzt Kapelle zu Simon und Juda Crostwitz)                                          | Räckelwitz (Lage)                      | K      | geweiht 1. Dezember 1885 |
|      | St. Maria Magdalena Kamenz                                                                                                   | Kamenz (Lage)                          | P      | Kirche seit 1843, Kapelle St. Georg 23. April 2005 geweiht, dazu Kapelle St. Monika Neugründung der Pfarrei St. Maria Magdalena Kamenz am 26. Mai 2019 (aus den bisherigen Pfarreien St. Benno Bischofswerda, St. Maria Magdalena Kamenz und St. Laurentius Radeberg) |
|      | Kreuzerhöhung Königsbrück (jetzt Filialkirche von St. Maria Magdalena Kamenz)                                                | Königsbrück (Lage)                     | F      | geweiht 6. September 1914 |
|      | Mutter vom Guten Rat Oßling (jetzt Kapelle zu St. Maria Magdalena Kamenz)                                                    | Oßling (Lage)                          | K      | geweiht 15. September 1957 |
|      | Mariä Himmelfahrt Leutersdorf                                                                                                | Leutersdorf (Lage)                     | P      | geweiht 5. Oktober 1862 Neugründung der Pfarrei Mariä Himmelfahrt Leutersdorf am 10. Dezember 2017 (aus den bisherigen Pfarreien Ebersbach-Neugersdorf, Leutersdorf und Oppach)                                                                                       |
|      | Mariä Unbefleckte Empfängnis Großschönau (jetzt Filialkirche von Mariä Himmelfahrt Leutersdorf)                              | Großschönau (Lage)                     | F      | geweiht 21. Oktober 1906 |
|      | Herz Jesu Ebersbach (jetzt Filialkirche von Mariä Himmelfahrt Leutersdorf)                                                   | Ebersbach (Lage)                       | F      | geweiht 7. Oktober 1934 |
|      | St. Josef Neugersdorf (profaniert)                                                                                           | Neugersdorf (Lage)                     | F      | ehemalige Fabrikantenvilla; am 7. Juni 1936 geweiht; am 4. Oktober 2020 Abschiedsmesse; 2021 verkauft |
|      | St. Antonius Oppach (jetzt Filialkirche von Mariä Himmelfahrt Leutersdorf)                                                   | Oppach (Lage)                          | F      | geweiht 22. September 1979 |
|      | Mariä Namen Löbau | Löbau (Lage)                           | P      | erbaut 1890–1892, geweiht 11. September 1892 |
|      | St. Bonifatius Herrnhut (jetzt Filialkirche von Mariä Namen Löbau)                                                           | Herrnhut (Lage)                        | F      | geweiht 19. August 1956 |
|      | Kapelle St. Heinrich Schönbach (jetzt Kapelle zur Kirche Mariä Namen Löbau)                                                  | Schönbach (Lage)                       | K      | geweiht 28. Oktober 1947 |
|      | St. Martin Nebelschütz | Nebelschütz (Lage)                     | P      | erbaut 1741–1743 nach Plänen von Gaetano Chiaveri Gottesdienste in sorbischer und deutscher Sprache |
|      | St. Sebastian Piskowitz (jetzt Filialkirche von St. Martin Nebelschütz)                                                      | Piskowitz (Lage)                       | F      | geweiht Anfang Mai 1992 |
|      | Mariä Himmelfahrt Ostritz | Ostritz (Lage)                         | F      | urspr. zum Erzbistum Prag gehörend, ab 1784 zur Apostolischen Administratur der Lausitz, bis 2012 Dekanat Zittau, bis 2019 Pfarrkirche |
|      | Zisterzienserinnenabtei St. Marienthal Ostritz (jetzt Filialkirche von Mariä Himmelfahrt Ostritz)                            | Ostritz (Lage)                         | F      | geweiht 14. Oktober 1234 |
|      | St. Nikolaus Bernstadt a. d. Eigen (jetzt Filialkirche von Mariä Himmelfahrt Ostritz)                                        | Bernstadt a. d. Eigen (Lage)           | F      | geweiht 16. September 1955 |
|      | St. Theresia vom Kinde Jesu Schlegel (jetzt Filialkirche von Mariä Himmelfahrt Ostritz)                                      | Schlegel (Lage)                        | F      | |
|      | St. Benno Ostro | Ostro, OT von Panschwitz-Kuckau (Lage) | P      | Pfarrgemeinde seit 1758, Kirche 1772 geweiht; Gottesdienste in sorbischer und deutscher Sprache |
|      | Maria Rosenkranzkönigin Radibor                                                                                              | Radibor (Lage)                         | P      | 1894–1896 erbaut nach Plänen des Architekten Joseph Campani; Gottesdienste in sorbischer und deutscher Sprache |
|      | Maria Himmelfahrt Radibor (jetzt Filialkirche von Maria Rosenkranzkönigin Radibor)                                           | Radibor (Lage)                         | F      | 1270? |
|      | Zum Hl. Kreuz Radibor (jetzt Filialkirche von Maria Rosenkranzkönigin Radibor)                                               | Radibor (Lage)                         | F      | 1397 erbaut |
|      | Mariä Unbefleckte Empfängnis Sdier (jetzt Filialkirche von Maria Rosenkranzkönigin Radibor)                                  | Sdier (Lage)                           | F      | 1968 erbaut |
|      | St. Margaretha Camina (jetzt Kapelle zu Maria Rosenkranzkönigin Radibor)                                                     | Camina (Lage)                          | K      | erbaut 1996 |
|      | St. Katharina Ralbitz | Ralbitz (Lage)                         | P      | Pfarrkirche seit 1752; dazu Kapelle St. Agnes im Klostergut Schönau ; Gottesdienste in sorbischer und deutscher Sprache |
|      | Kloster- und Wallfahrtskirche Mariä Aufnahme in den Himmel Rosenthal (Róžant) (jetzt Filialkirche von St. Katharina Ralbitz) | Rosenthal (Lage)                       | F      | 1739 |
|      | Herz-Jesu-Kirche Königswartha (jetzt Filialkirche von St. Katharina Ralbitz)                                                 | Königswartha (Lage)                    | F      | geweiht 9. November 1996 |
|      | Mariä Himmelfahrt Schirgiswalde                                                                                              | Schirgiswalde (Lage)                   | P      | 1376–1845 Zugehörigkeit zum Königreich Böhmen, Kirche 1741 geweiht, Kirchtürme 1866–1868 erbaut; dazu Kapelle Hl. Kreuz Fuchsberg |
|      | St. Joseph Großpostwitz (jetzt Filialkirche von Mariä Himmelfahrt Schirgiswalde)                                             | Großpostwitz (Lage)                    | F      | geweiht 2. Februar 1974 |
|      | Allerheiligen Sohland/Spree (jetzt Filialkirche von Mariä Himmelfahrt Schirgiswalde)                                         | Sohland/Spree (Lage)                   | F      | geweiht 31. März 1975 |
|      | St. Barbara Wilthen (jetzt Filialkirche von Mariä Himmelfahrt Schirgiswalde)                                                 | Wilthen (Lage)                         | F      | geweiht 23. April 1962 |
|      | Herz Jesu Storcha | Storcha, OT von Göda (Lage)            | P      | erbaut 1882–1887, geweiht 19. Juni 1887, Gottesdienste in deutscher und sorbischer Sprache |
|      | St. Benno Schmochtitz (jetzt Filialkirche von Herz Jesu Göda-Storcha)                                                        | Schmochtitz (Lage)                     | F      | geweiht 4. Juli 1973, dazu Kapelle St. Petrus geweiht 10. Mai 1927 |
|      | Mariä Heimsuchung Zittau | Zittau (Lage)                          | P      | erbaut 1883–1890, geweiht 29. September 1890 Neugründung der Pfarrei St. Marien Zittau am 7. Juli 2019 (aus den bisherigen Pfarreien Mariä Namen Löbau, Mariä Himmelfahrt Ostritz, Mariä Heimsuchung Zittau)                                                          |
|      | St. Konrad von Parzham Hirschfelde (jetzt Filialkirche von Mariä Heimsuchung Zittau)                                         | Hirschfelde (Lage)                     | F      | geweiht Oktober 1935, eine der ersten Kirchen mit diesem Patrozinium, da die Heiligsprechung von Konrad von Parzham gerade kurz zuvor (1934) erfolgt war |
|      | St. Petrus Canisius Olbersdorf (jetzt Filialkirche von Mariä Heimsuchung Zittau)                                             | Olbersdorf (Lage)                      | F      | geweiht 1. September 2001 |

Die Kirche St. Antonius in Seifhennersdorf wurde im Jahr 2008 aufgegeben.